# Элизондо, Майк
Майк Элизондо (англ. Mike Elizondo, род. 22 октября 1972 года) — американский продюсер, автор песен и мультиинструменталист. 

## Биография
Элизондо родился и вырос в Пакойме, штат Калифорния. У его отца-музыканта Мигеля была разнообразная коллекция пластинок, и Элизондо вырос, слушая артистов от the Beatles до Motown и Джонни Кэша. Его отец устраивал джем-сейшны дома, а в начале 80-х превратил гараж в студию звукозаписи для местных групп. Элизондо научился играть на аккордеоне в 9 лет и на тенор-саксофоне в 12. В 14 лет он взял в руки электрический бас, который стал его основным инструментом, и играл в метал-группе. Он поступил в музыкальную академию средней школы Гамильтона, где познакомился с будущим инженером Мэнни Маррокином и барабанщиком Эйбом Лабориэлем-младшим, которые вдохновили его уделять больше времени тренировкам, чтобы улучшить свою технику. Он обнаружил в себе склонность к джазу, и хотя он продолжал играть на электрическом басу в созданных им хардкор и метал-группах, на выпускном курсе он взял в руки вертикальный бас, изучая классику, чтобы полностью понять возможности инструмента. Элизондо познакомился с басистом и профессором музыки Калифорнийского государственного университета в Нортридже, Гэри Праттом, когда Пратт был приглашенным дирижёром джаз-бэнда Гамильтона. Впоследствии Элизондо учился в частном порядке у Пратта, который посоветовал Элизондо подать заявление в CSUN. Он был принят и поступил на музыкальную программу университета в 1991 году.
Уже хорошо разбиравшийся в джазе и других жанрах музыки, Элизондо делал упор на классическую музыку в CSUN; поскольку он учился у Пратта, в дополнение к Эду Мирсу, он играл в камерных группах и школьном оркестре. Он также играл в группах с такими музыкантами, как Нелс и Алекс Клайн, Винни Голия, Питер Эрскин, а в 1994 году, когда его внеклассные концерты стали отнимать больше времени, он покинул CSUN, чтобы полностью сосредоточиться на музыке.
Элизондо работал с 50 Cent, Эминемом, Кэрри Андервуд, Аврил Лавин, Maroon 5, Гвен Стефани, Фионой Эппл, Мастодон, Раем Кудером, Скайлар Грей, Twenty One Pilots, Нелли Фуртадо и Эдом Шираном, среди прочих. Среди его песен — «Love Sex Magic» Джастина Тимберлейка, «In da Club» группы 50 Cent, «Just Lose It» Эминема и The Real Slim Shady, «Family Affair» Мэри Джей Блайдж и «Cowboy Casanova» Кэрри Андервуд. Обладатель премии Грэмми и пятикратный номинант в категории Продюсер года.
Элизондо и его жена Триста поженились в 1997 году, у них четверо детей. Они переехали из Лос-Анджелеса в Нэшвилл в 2018 году. Его студия звукозаписи находится в Галлатине, штат Теннесси.

## Награды и номинации

### Грэмми
| Год  | Номинируемая работа              | Категория         | Результат |
| ---- | -------------------------------- | ----------------- | --------- |
| 2004 | In da Club (50 Cent)             | Лучшая рэп-песня  | Номинация |
| 2008 | Body of work (2008)              | Продюсер года     | Номинация |
| 2011 | Hello Hurricane (Switchfoot)     | Лучший рок-госпел | Победа    |
| 2016 | Stressed Out (Twenty One Pilots) | Запись года       | Номинация |
| 2022 | Body of work (2021)              | Продюсер года     | Номинация |

### Золотой глобус
| Год  | Номинируемая работа                                                             | Категория                 | Результат |
| ---- | ------------------------------------------------------------------------------- | ------------------------- | --------- |
| 2006 | «Wunderkind» из The Chronicles of Narnia: The Lion, The Witch, and the Wardrobe | Лучшая оригинальная песня | Номинация |

### Премия Академии кантри-музыки
| Год  | Номинируемая работа                  | Категория  | Результат |
| ---- | ------------------------------------ | ---------- | --------- |
| 2010 | «Cowboy Casanova» (Carrie Underwood) | Песня года | Номинация |